# Tårspröding
Tårspröding (Lacrymaria lacrymabunda) är en svampart som först beskrevs av Pierre Bulliard (v. 1742–1793), och fick sitt nu gällande namn av Narcisse Theophile Patouillard 1887. Tårspröding ingår i släktet Lacrymaria och familjen Psathyrellaceae.  Arten är reproducerande i Sverige. Inga underarter finns listade i Catalogue of Life.

## Bildgalleri

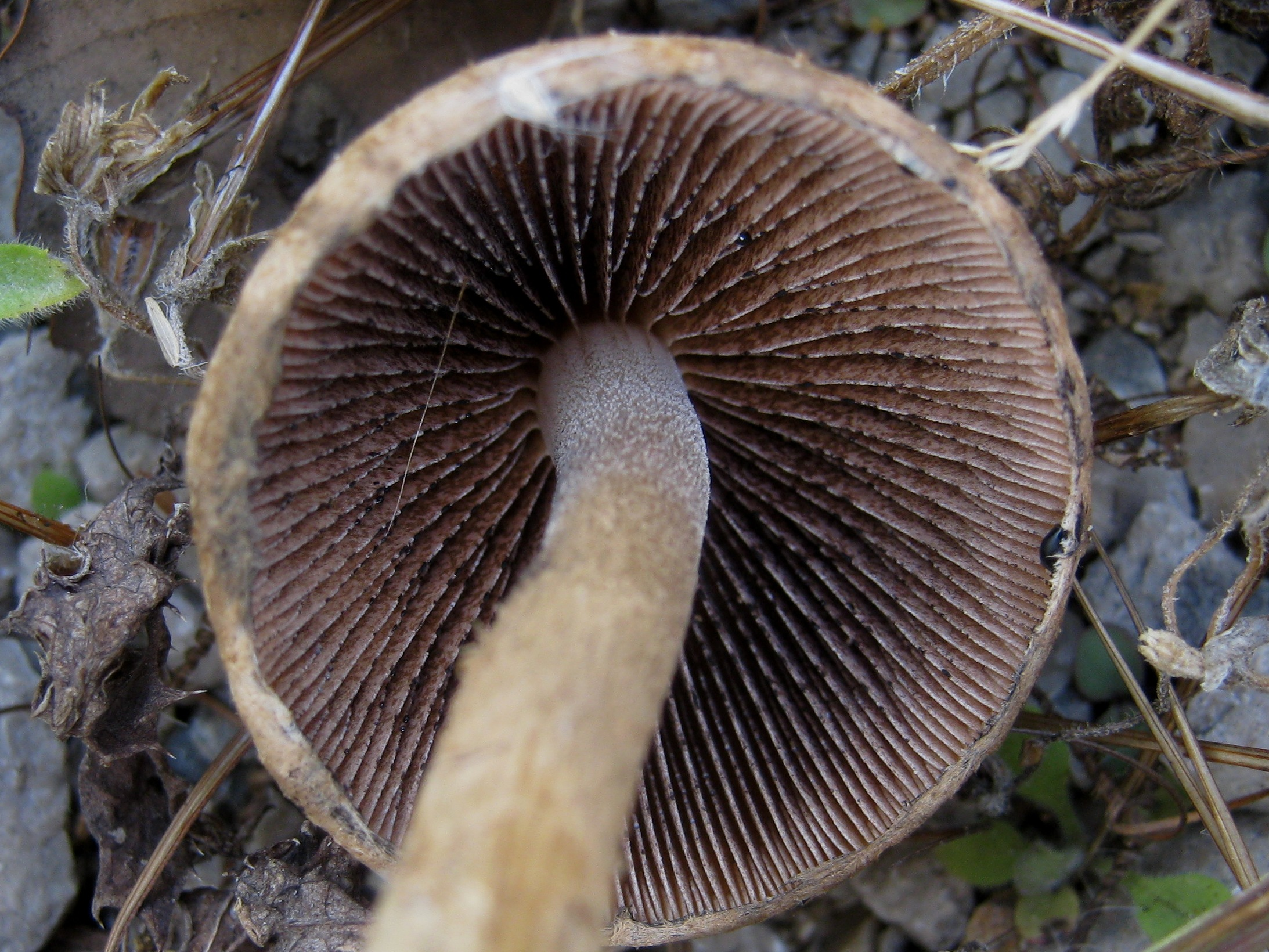
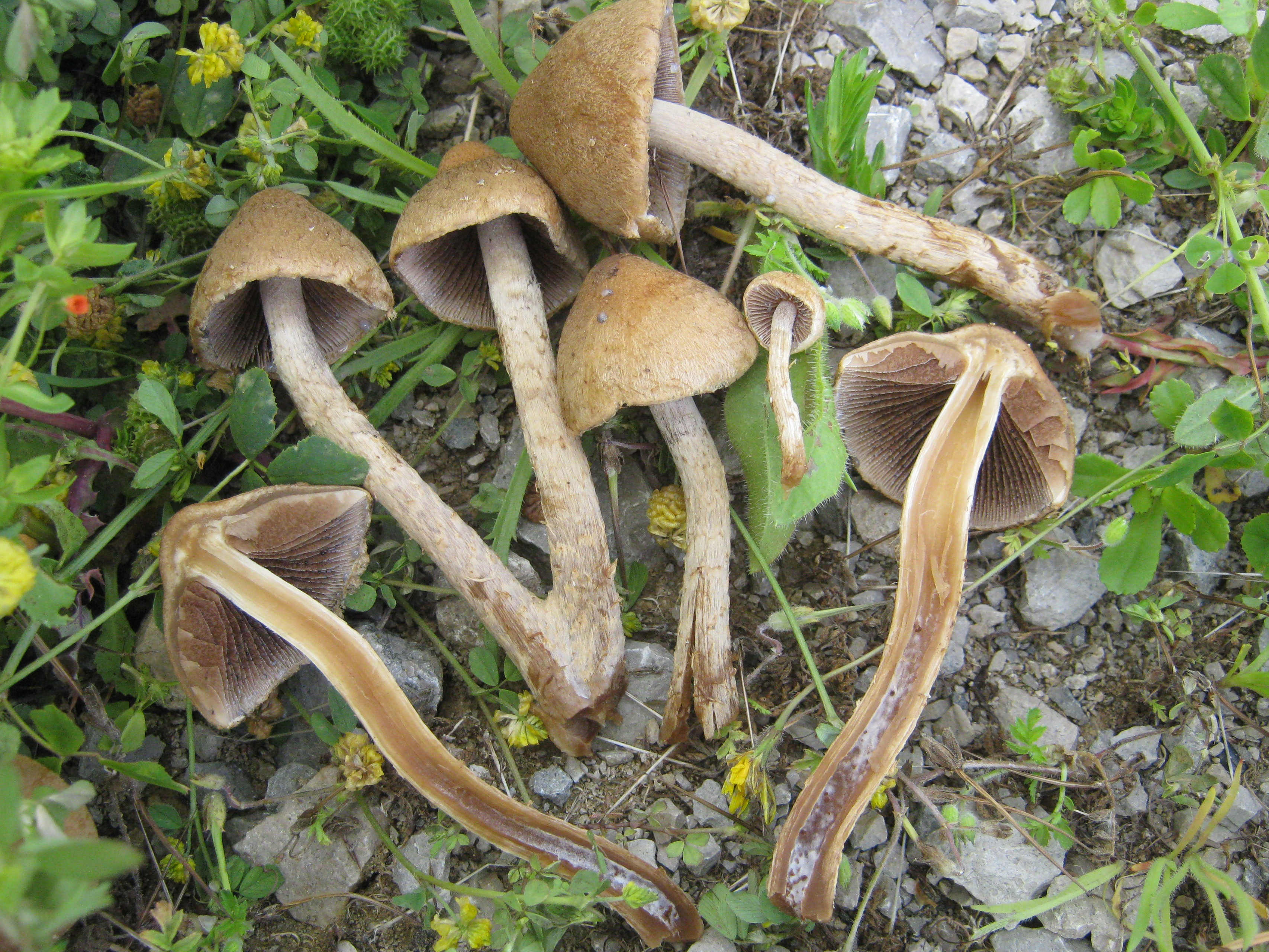
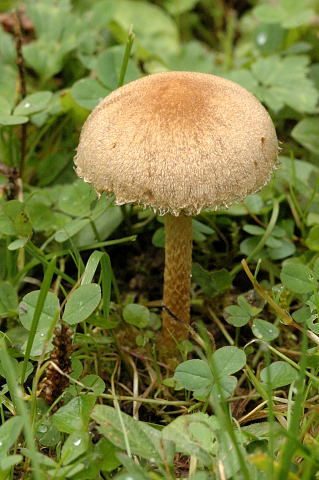
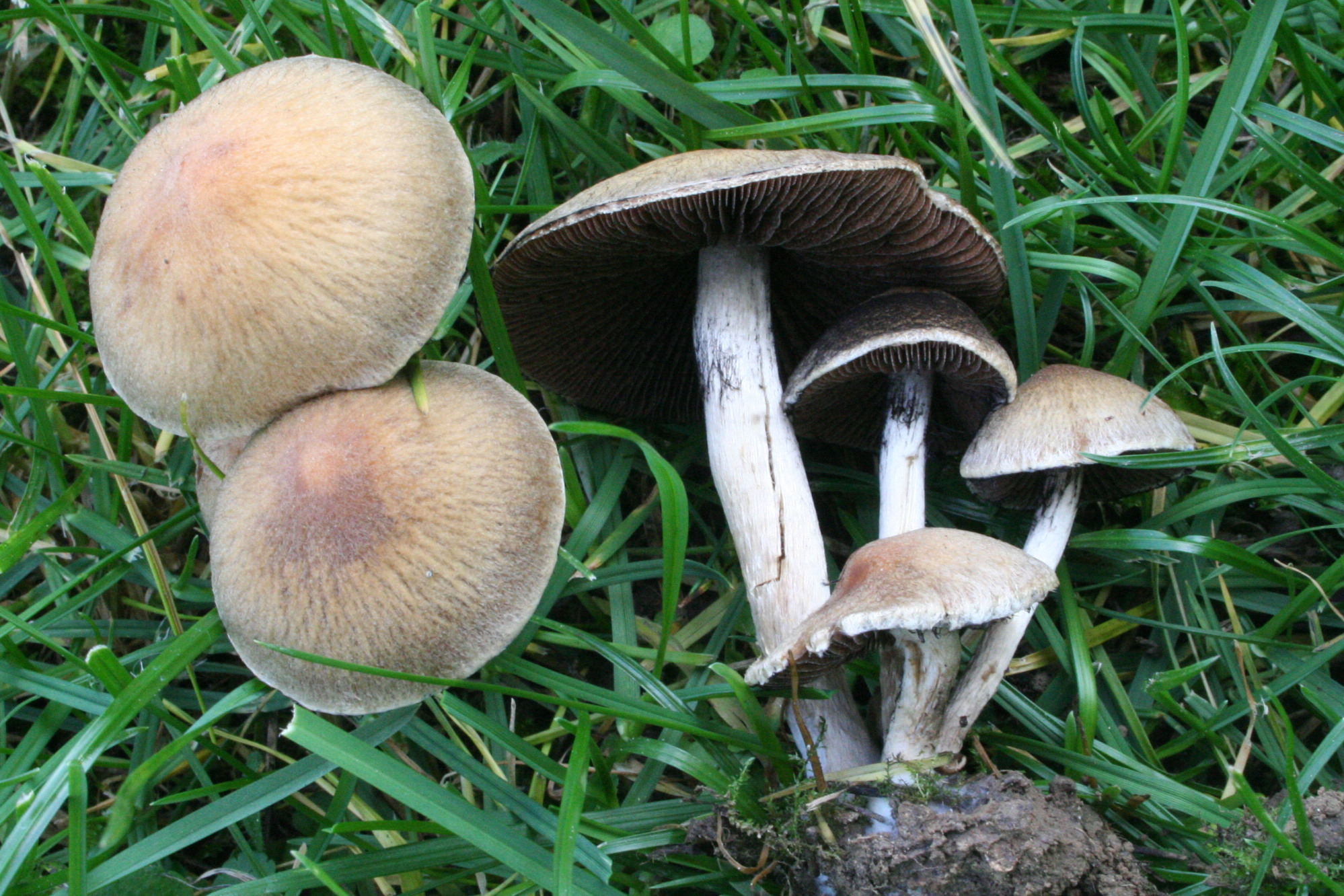
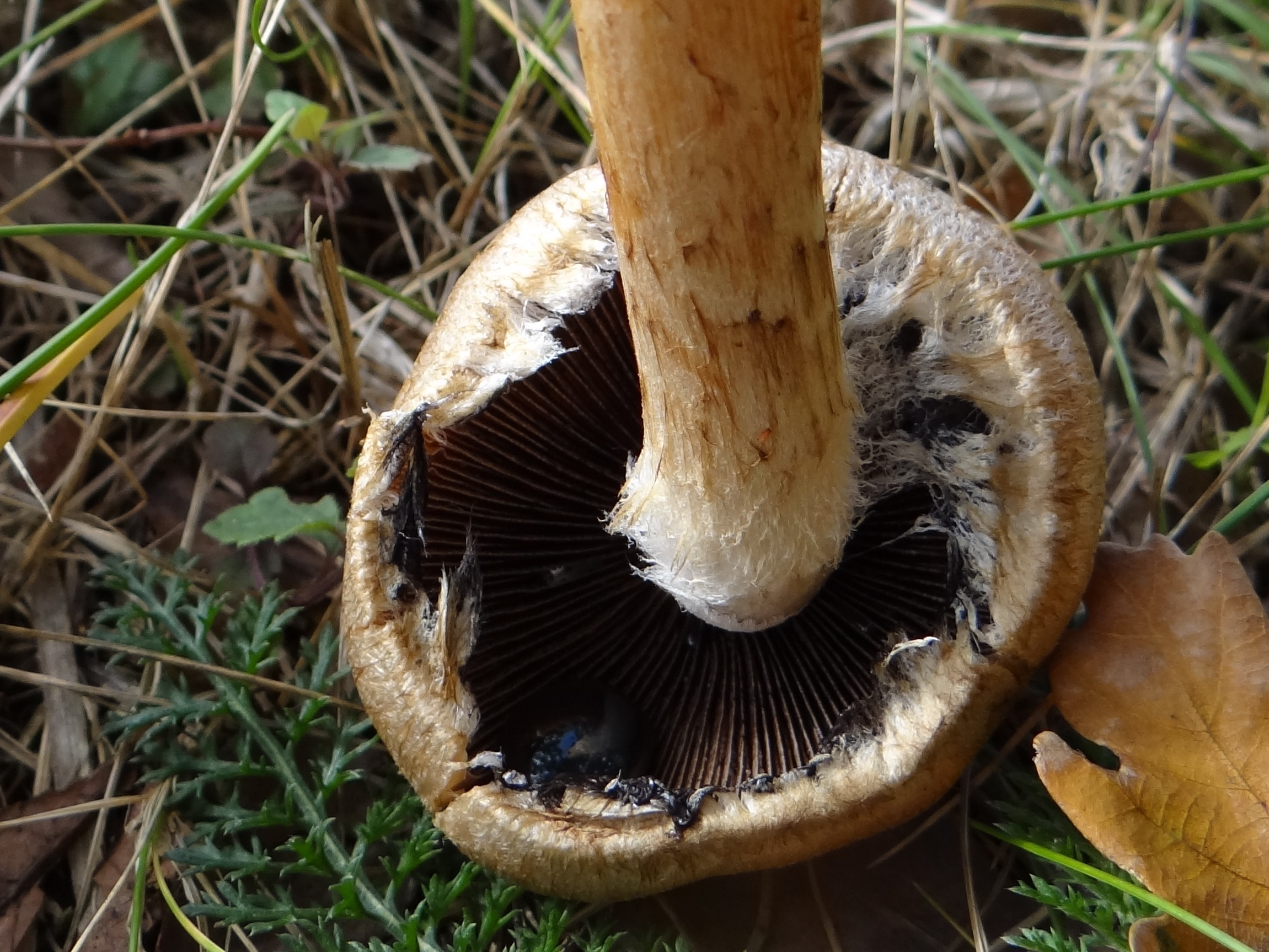
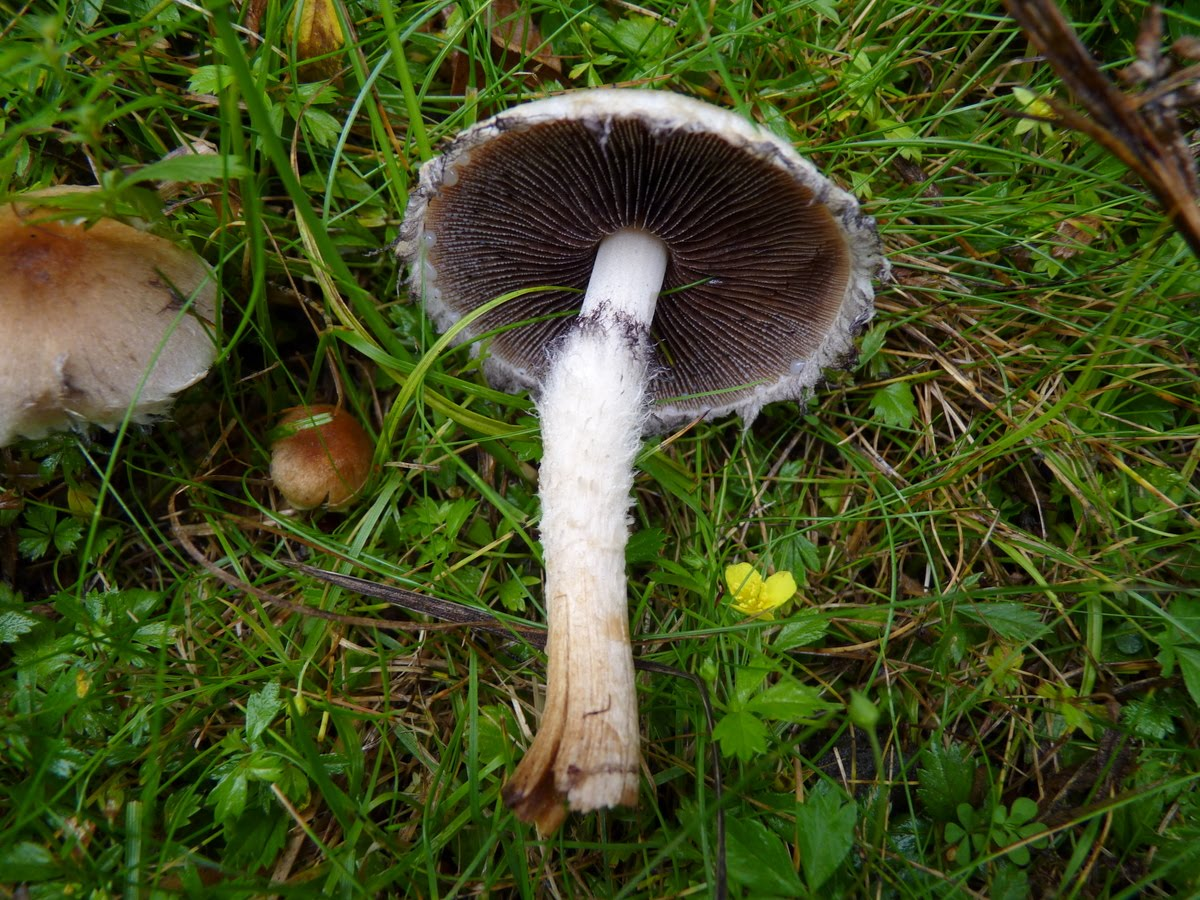
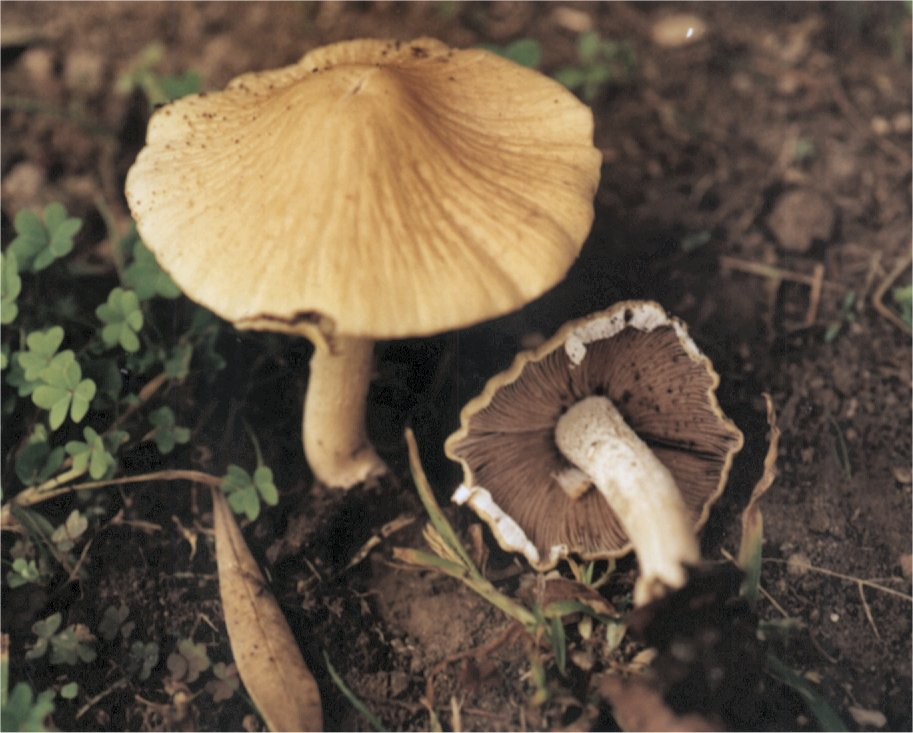